# 佩烏莫
34°23′46″S 71°10′10″W / 34.39611°S 71.16944°W

佩烏莫（西班牙語：Peumo），是智利的城鎮，位於該國中部奧伊金斯將軍解放者大區的卡查波阿爾省，始建於1666年6月6日，面積153平方公里，海拔高度168米，2012年人口14,112人，人口密度每平方公里92人。